# Động cơ lợi nhuận
Tối đa hóa (kinh tế) chuyển hướng ở đây. Nếu đang tìm kiếm về tối đa hóa mức độ thỏa dụng, xem Thỏa dụng.
Trong kinh tế, động cơ lợi nhuận là động lực khiến cho các công ty tổ chức hoạt động để đạt được mục tiêu tối đa hóa lợi nhuận của họ. Lý thuyết kinh tế vi mô chính thống đã chỉ ra rằng mục tiêu cuối cùng của một doanh nghiệp là kiếm tiền. Nói cách khác, lý do cho sự tồn tại của một doanh nghiệp là để tạo ra lợi nhuận. Động cơ lợi nhuận là nguyên lý chính của lý thuyết lựa chọn hợp lý, lý thuyết cho rằng các tác nhân kinh tế có xu hướng theo đuổi những gì mang lại lợi ích tốt nhất. Theo học thuyết này, các doanh nghiệp sẽ luôn tìm cách mang lại lợi ích cho bản thân và/hoặc các cổ đông của họ bằng cách tối đa hóa lợi nhuận.
Khi động cơ lợi nhuận vượt ra khỏi khuôn khổ của kinh tế và trở thành một hệ tư tưởng, nó đã tạo ra rất nhiều cuộc tranh cãi lớn.

## Kinh tế học
Về mặt lý thuyết, khi một nền kinh tế cạnh tranh hoàn toàn (nghĩa là không có sự không hoàn hảo của thị trường như ngoại ứng, độc quyền, mất cân bằng thông tin hoặc sức mạnh, v.v.), động cơ lợi nhuận sẽ đảm bảo rằng các nguồn lực được phân bổ một cách hiệu quả. Chẳng hạn, nhà kinh tế học người Áo Henry Hazlitt đã giải thích rằng: "Nếu không có lợi nhuận trong việc tạo ra một bài viết, đó là một dấu hiệu cho thấy lao động và nguồn vốn dành cho việc tạo ra bài viết đó đang bị đánh giá sai: giá trị của các tài nguyên được sử dụng để tạo ra bài viết lớn hơn giá trị của chính bài viết đó. "  Nói cách khác, lợi nhuận cho các công ty biết liệu một mặt hàng có đáng sản xuất hay không. Về mặt lý thuyết trong thị trường tự do và cạnh tranh, nếu một công ty tư nhân tối đa hóa lợi nhuận, điều đó sẽ đảm bảo rằng tài nguyên không bị lãng phí. Tuy nhiên, bản thân thị trường sẽ có xu hướng tạo ra sự giảm thiểu về lợi nhuận vì đó là chi phí đối với chuỗi giá trị. Cạnh tranh là công cụ chính giúp thị trường vượt qua động cơ tối đa hóa lợi nhuận của công ty tư nhân. Động cơ lợi nhuận tạo ra giá trị tốt cho nền kinh tế. Nó trở nên thực sự cần thiết khi tạo ra động lực để mang tới sự hiệu quả và đổi mới. Tuy nhiên, việc đặt ra mức thù lao quá cao sẽ dẫn đến sự không hiệu quả trong lợi nhuận.

## Những sự chỉ trích
Phần lớn những lời chỉ trích chống lại động cơ lợi nhuận tập trung vào ý tưởng rằng lợi nhuận không nên trở thành thứ thay thế cho nhu cầu của con người. Bộ phim Sicko của Michael Moore đã lên án mạnh mẽ ngành công nghiệp chăm sóc sức khỏe vì quá coi trọng vào lợi nhuận thu được từ bệnh nhân. Moore giải thích:
Chúng ta không nên nói về lợi nhuận khi đang giúp đỡ những người bị bệnh. Động cơ lợi nhuận không nên diễn ra đối với công việc này. Và bạn biết không? Thật không công bằng khi các công ty bảo hiểm được ủy thác để có trách nhiệm kiếm nhiều tiền nhất có thể cho các cổ đông của mình. Chà, nhìn cách họ kiếm thêm nhiều tiền bằng việc từ chối những yêu cầu bồi thường hoặc đuổi người ta ra khỏi các chế độ bảo hiểm hay thậm chí không cho một số người được tham gia bảo hiểm vì không đủ điều kiện. Bạn biết đấy, tất cả điều đó là sai trái.
Một chỉ trích phổ biến khác về động cơ lợi nhuận coi đây là một hình thức khuyến khích sự ích kỷ và tham lam. Những người lên án động cơ lợi nhuận cho rằng các công ty sẽ coi thường đạo đức hoặc an toàn công cộng nếu chỉ theo đuổi lợi nhuận.

## Phản biện
Các nhà kinh tế thị trường tự do lập luận rằng động cơ lợi nhuận, cùng với sự cạnh tranh, thực sự sẽ làm giảm mức giá cuối cùng của một mặt hàng tiêu dùng, thay vì tăng giá. Họ nêu lên quan điểm rằng các doanh nghiệp thu lợi nhuận bằng cách bán hàng hóa với giá thấp hơn và với khối lượng lớn hơn so với đối thủ cạnh tranh. Nhà kinh tế Thomas Sowell sử dụng các siêu thị làm ví dụ để minh họa cho luận điểm này: Người ta ước tính rằng một siêu thị kiếm được lợi nhuận vào khoảng một xu trên một đô la doanh số. Nghe thì có vẻ ít, nhưng hãy nhớ rằng đây là mức lợi nhuận một xu trên mỗi đô la thu về từ rất nhiều máy tính tiền đang hoạt động cùng lúc với nhau, và trong nhiều trường hợp sẽ là suốt ngày và đêm." 
Nhà kinh tế Milton Friedman đã lập luận rằng sự tham lam và lợi ích cá nhân là đặc điểm chung của con người. Trong một tập phim The Phil Donahue Show vào năm 1979, Friedman tuyên bố: "Thế giới này xoay quanh những cá nhân đang chạy theo lợi ích của riêng mình." Ông cũng tiếp tục giải thích rằng chỉ ở những quốc gia tư bản, nơi con người có thể theo đuổi lợi ích cá nhân của mìn, họ mới có khả năng thoát khỏi "sự nghèo đói mài mòn".
Tác giả và triết gia Ayn Rand bảo vệ sự ích kỷ trên cơ sở đạo đức. Tác phẩm phi hư cấu của bà, The Virtue of Selfishness, lập luận rằng ích kỷ là một đức tính tốt và đây không phải là một cái cớ để hành động coi thường người khác:
Đạo đức khách quan cho rằng người phải luôn luôn là người được hưởng lợi từ hành động của mình và anh ta phải hành động vì lợi ích cá nhân hợp lý của chính mình. Nhưng quyền làm điều đó lại bắt nguồn từ bản chất của con người và từ chức năng của những giá trị đạo đức trong cuộc sống con người, do đó, nó chỉ được áp dụng trong bối cảnh của một bộ luật hợp lý, được chứng minh và xác thực một cách khách quan về các nguyên tắc đạo đức định nghĩa và xác định những lợi ích cá nhân thực sự của anh ta. Nó không giống như một loại giấy phép "được quyền làm nếu như anh ta muốn" và nó cũng không thể hiện hình ảnh của chủ nghĩa vị tha đối với một kẻ tàn độc và ích kỷ, và cũng không đối với bất kỳ ai bị thúc đẩy bởi những cảm xúc, cảm giác, sự thôi thúc, mong muốn hay ý thích bất hợp lý.